# Grup per a la Filogènia de les Angiospermes
El Grup per a la Filogènia de les Angiospermes (APG, de l'anglès Angiosperm Phylogeny Group) és un grup de científics especialitzats en la sistemàtica de les plantes amb flors, altrament dites 'angiospermes'. El grup es va constituir el 1998 amb la intenció era establir una visió consensuada i actualitzada de la taxonomia de les plantes angiospermes que reflectís els nous coneixements de la seva filogènia, que principalment proporcionaven les anàlisis de seqüències moleculars de l'ADN. El marc per a la classificació era un arbre consensuat de les relacions entre espècies d'angiospermes no extingides.
Aquest grup presenta els seus resultats periòdicament, fins ara quatre vegades: Sistema APG (1998), sistema APG II (2003), sistema APG III (2009) i el sistema APG IV (2016).
Malgrat l'aproximació filogenètica encara no està resolt completament l'arbre filogenètic.

## Membres de l'APG

### Llista d'autors de documents
| Nom               | APG I | APG II | APG III | Afiliació institucional                                                                               |
| ----------------- | ----- | ------ | ------- | --- |
| Birgitta Bremer   | c     | a      | a       | Reial Acadèmia Sueca de Ciències                                                                      |
| Kåre Bremer       | a     | a      | a       | Universitat d'Uppsala; Universitat d'Estocolm                                                         |
| Mark W. Chase     | a     | a      | a       | Reials Jardins Botànics de Kew                                                                        |
| Michael F. Fay    | c     | c      | a       | Reials Jardins Botànics de Kew                                                                        |
| James L. Reveal   |       | a      | a       | Universitat de Maryland; Universitat Cornell                                                          |
| Douglas E. Soltis | c     | a      | a       | Universitat de Florida                                                                                |
| Pamela S. Soltis  | c     | a      | a       | Museu d'Història Natural de Florida                                                                   |
| Peter F. Stevens  | a     | a      | a       | Herbaris de la Universitat Harvard; Universitat de Missouri a Saint Louis i Jardí Botànic de Missouri |

a, autor; c, contribuïdor

### Llistats com a «contribuïdors» de documents
| Nom                   | APG I | APG II | APG III |
| --------------------- | ----- | ------ | ------- |
| Arne A. Anderberg     | c     | c      | c       |
| Anders Backlund       | c     |        |         |
| Barbara G. Briggs     | c     |        |         |
| Peter K. Endress      | c     |        |         |
| Peter Goldblatt       | c     | c      |         |
| Mats H.G. Gustafson   | c     |        |         |
| Sara B. Hoot          | c     |        |         |
| Walter S. Judd        | c     | c      |         |
| Mari Källersjö        | c     | c      |         |
| Jesper Kårehed        |       | c      |         |
| Elizabeth A. Kellogg  | c     |        |         |
| Kathleen A. Kron      | c     | c      |         |
| Donald H. Les         | c     |        |         |
| Johannes Lundberg     |       | c      |         |
| Michael J. Moore      |       |        | c       |
| Cynthia M. Morton     | c     |        |         |
| Daniel L. Nickrent    | c     | c      |         |
| Richard G. Olmstead   | c     | c      | c       |
| Bengt Oxelman         |       | c      |         |
| J. Chris Pires        |       | c      |         |
| Robert A. Price       | c     |        |         |
| Christopher J. Quinn  | c     |        |         |
| James E. Rodman       | c     | c      |         |
| Paula J. Rudall       | c     | c      | c       |
| Vincent Savolainen    | c     | c      |         |
| Kenneth J. Sytsma     | c     | c      | c       |
| David C. Tank         |       |        | c       |
| Mats Thulin           | c     |        |         |
| Michelle van der Bank |       | c      |         |
| Kenneth Wurdack       |       | c      | c       |
| Jenny Q.-Y. Xiang     |       | c      | c       |
| Sue Zmarzty           |       | c      | c       |

c: contribuïdors amb documents